# Elmer Bischoff
Elmer Nelson Bischoff, né le 9 juillet 1916 et mort le 2 mars 1991, est un peintre et un pionnier de l'École de San Francisco durant les années 1950. Bischoff, avec Richard Diebenkorn, George Ball et David Park, fait partie de ces jeunes de l'après guerre qui vont commencer comme artistes abstraits, puis fonder une nouvelle manière figurative de peindre.

## Biographie
Elmer Bischoff, second fils de John Bischoff et de sa femme, Elna (née Elna Nelson), grandit à Berkeley en Californie. Il est la seconde génération de Californiens d'une lignée originaire d'Allemagne du côté paternel, et de Suède et d'Équateur du côté maternel.
Il intègre l'Université de Californie à Berkeley au mois de septembre 1934, poursuivant ses études jusqu'au master qu'il obtient en mai 1939. Diplômé, il commence à enseigner les arts graphiques à la Sacramento High School (1939–1941). Pendant ses études, une enseignante l'influença davantage que d'autres, Margaret Peterson, qui devait laisser une très forte empreinte sur l'artiste. La Seconde Guerre mondiale généra un tournant important dans la vie d'Elmer Bischoff. En 1941, il est lieutenant-colonel des services de renseignements en Angleterre, installés à Oxford, et ne revient aux États-Unis qu'en novembre 1945.
Après la guerre, il revient à San Francisco, et se retrouve plongé à nouveau dans l'ébullition permanente de l'avant-garde parmi les autres peintres, dont Mark Rothko et Clyfford Still. En janvier 1946, l'un de ses amis du groupe d'artistes dans lequel il gravite propose Bischoff comme enseignant en arts sur un poste qui vient de se libérer aux Beaux-Arts de San Francisco (l'actuel San Francisco Art Institute). Il intègre ainsi une école qui comprenait déjà plusieurs jeunes artistes parmi l'élite de l'après guerre en Amérique. C'est là qu'il rencontre pour la première fois David Park et Richard Diebenkorn.
Bien que très distinct du mouvement expressionniste européen, le style de l'École de San Francisco se caractérise par la chaleur et l'immédiateté qui était déjà la marque de l'expressionnisme abstrait. Elmer Bischoff est plus âgé que Diebenkorn, et son expérience le conduit à prendre un tournant énergique en peinture[réf. nécessaire]. Il prend une nouvelle voie qui donne à son œuvre calme et lyrique d'avant, un caractère plus grave pris au sérieux à cette époque[réf. nécessaire], et qui donne une idée de ce qu'est l'expressionnisme abstrait.
Une rétrospective du travail d'Elmer Bischoff : Grand Lyricist: The Art of Elmer Bischoff, a été organisée par le Oakland Museum of California, entre novembre 2001 et janvier 2001. Elmer est aussi le père du compositeur John Bischoff.

## Source
- (en) Cet article est partiellement ou en totalité issu de l’article de Wikipédia en anglais intitulé « Elmer Bischoff » (voir la liste des auteurs).